# 泉沢彰
泉沢 彰（いずみさわ あきら、1945年8月23日 - 2017年10月21日）は、岩手県釜石市出身のプロ野球選手（投手）。

## 来歴・人物
小学5年の時に野球を始め、投手となる。花巻商（現・花巻東）の3年の春は、夏は県大会初戦で完封したものの、2回戦で、1年下の阿部成宏（近鉄）が先発して押し出しで一点を与え、これが決勝戦で敗れた。社会人野球の盛岡鉄道管理局に入社し、自チームで2度、富士製鐵釜石の補強選手として1度都市対抗野球に出場し、1969年のドラフト1位で西鉄ライオンズへ入団。
下手投げのフォームで、1970年はルーキーでウエスタンリーグの防御率1位となり、カーブやシュート、シンカーを武器にこの年初勝利するが、73年に太平洋となってからは主に打撃投手をつとめ、その後は勝てず1976年に引退。　引退後、マネージャー、球団管理部を経て、西武球団の東北担当スカウトとなる。1998年 - 2001年には「若獅子寮」の寮長もつとめた。
その後、2002年から社会人野球のクラブチームである水沢駒形野球倶楽部のコーチをつとめる。2006年からはフェズント岩手の総監督に就任したが、チームは2015年に解散した。

## 詳細情報

### 年度別投手成績
| 年 度     | 球 団     | 登 板 | 先 発 | 完 投 | 完 封 | 無 四 球 | 勝 利 | 敗 戦 | セ 丨 ブ | ホ 丨 ル ド | 勝 率 | 打 者 | 投 球 回 | 被 安 打 | 被 本 塁 打 | 与 四 球 | 敬 遠 | 与 死 球 | 奪 三 振 | 暴 投 | ボ 丨 ク | 失 点 | 自 責 点 | 防 御 率 | W H I P |
| --------- | --------- | ----- | ----- | ----- | ----- | -------- | ----- | ----- | -------- | ----------- | ----- | ----- | -------- | -------- | ----------- | -------- | ----- | -------- | -------- | ----- | -------- | ----- | -------- | -------- | ------- |
| 1970      | 西鉄      | 18    | 5     | 0     | 0     | 0        | 1     | 2     | --       | --          | .333  | 191   | 46.0     | 37       | 4           | 21       | 0     | 3        | 27       | 0     | 0        | 14    | 14       | 2.74     | 1.26    |
| 1971      | 西鉄      | 14    | 2     | 0     | 0     | 0        | 0     | 3     | --       | --          | .000  | 102   | 23.2     | 24       | 5           | 15       | 0     | 1        | 11       | 1     | 0        | 13    | 12       | 4.50     | 1.65    |
| 1972      | 西鉄      | 2     | 0     | 0     | 0     | 0        | 0     | 0     | --       | --          | ----  | 12    | 3.0      | 3        | 2           | 0        | 0     | 0        | 3        | 0     | 0        | 2     | 2        | 6.00     | 1.00    |
| 通算：3年 | 通算：3年 | 34    | 7     | 0     | 0     | 0        | 1     | 5     | --       | --          | .167  | 305   | 72.2     | 64       | 11          | 36       | 0     | 4        | 41       | 1     | 0        | 29    | 28       | 3.45     | 1.38    |

### 記録
- 初登板・初先発登板：1970年4月12日、対東映フライヤーズ3回戦（北九州市営小倉球場）、1/3回1失点で勝敗つかず
- 初勝利・初先発勝利：1970年10月15日、対阪急ブレーブス26回戦（阪急西宮球場）、7回0/3を1失点

### 背番号
- 19 （1970年 - 1972年）
- 56 （1973年）
- 61 （1974年 - 1976年）